# 柱狀

柱狀幾何體

柱狀又稱柱形是指一類長形的形狀，通常用於表示一類能區分底面與側面，並且平行於底面的截面皆存在類似特性的形狀，例如均勻多面體中的柱形均勻多面體（Prismatic uniform polyhedron）。在初等教育中，此類概念通常會於討論錐體與柱體時被提及。此概念也常用於地理或地質上的描述，如柱狀玄武岩或冰柱等。

## 分類
一般對於柱狀的研究包括了均勻多面體中的柱形均勻多面體（Prismatic uniform polyhedron）、擬柱體以及盾片状等。
其可以分為下列幾種：
- 擬柱體：所有的頂點都在兩個平行平面中的多面體。[4]
- 柱體：由兩個平行且全等的面，且兩形狀不存在旋轉關係，並由側面相接所形成的封閉幾何形狀。其側面通常是矩形。
- 反柱體：由兩個平行且全等的面，且兩形狀可能存在旋轉關係所形成的封閉幾何形狀。其側面通常是三角形。
- 錐體：由一個頂點和一系列共面頂點組成的多面體。[8]常見的例子有棱锥和圓錐等。
- 盾片状：由兩個平行的面，且兩個面之間至少存在一個頂點所形成的封閉幾何形狀。
- 雙錐體：柱體的對偶多面體
- 角錐柱：錐體與柱體的組合。[9]
- 錐台：由兩個平行且相似的面，並由側面相接所形成的封閉幾何形狀。
- 雙角錐柱：頂面和底面皆疊上角錐的柱體。
- 雙錐台

## 錐狀
錐狀又稱錐形是類似於柱狀的另一種形狀類型，通常用於表示存在尖銳頂點的形狀，例如錐體或雙錐體。此概念也常用於生物學上對於形狀的描述，如錐狀細胞等。